# 고운초등학교
고운초등학교는 대한민국 세종특별자치시가 교육기본법에 따라 설치한 초등학교이다.

## 연혁
- 2015년 2월 17일 :  초등학교 18학급 편성
- 2015년 3월 1일 : 고운초등학교 개교, 18학급 편성, 초대 엄창섭 교장 부임
- 2015년 9월 1일 : 23학급 편성
- 2016년 2월 19일 : 제 1회 졸업장 수여식(72명 졸업, 총 졸업생 72명)
- 2016년 3월 1일 : 38학급 편성
- 2016년 6월 26일 : 창의융합교육(STEAM) 선도학교 선정(2016학년도-2018년도)
- 2016년 9월 1일 : 40학급 편성
- 2017년 2월 17일 : 제2회 졸업장 수여식(135명 졸업, 총 졸업생 :207명)
- 2017년 3월 1일 : 43학급 편성, 제2대 정정숙 교장 부임
- 2018년 1월 5일 : 제3회 졸업장 수여식(128명 졸업, 총 졸업생 :335명)
- 2018년 3월 1일 : 46학급 편성
- 2025년 3월 1일 : 개교 10주년

## 참고 자료
- 고운초등학교 - 한국교육학술정보원 학교알리미